# 凱氏圭亞那麗魚
凱氏圭亞那麗魚，為輻鰭魚綱鱸形目隆頭魚亞目慈鯛科的其中一種，分布於南美洲委內瑞拉的淡水流域，體長可達7.5公分，棲息在溪流中底層水域，生活習性不明。

## 擴展閱讀
維基物種上的相關：凱氏圭亞那麗魚